# Zantonré
Zantonré est une commune rurale située dans le département de Zoungou de la province du Ganzourgou dans la région Plateau-Central au Burkina Faso.

## Géographie
Zantonré est situé à environ 4 km au sud-est de Zoungou, le chef-lieu du département, et à 12 km au sud-est de Zorgho.

## Économie
L'économie de la commune est principalement axée sur l'agriculture permise par l'irrigation issue de la retenue d'eau du barrage en remblai situé à proximité.

## Santé et éducation
Le centre de soins le plus proche de Zantonré est le centre de santé et de promotion sociale (CSPS) de Zoungou, tandis que le centre médical avec antenne chirurgicale (CMA) se trouve à Zorgho.